# Sigismund al Prusiei (1896-1978)
Prințul Sigismund al Prusiei (Wilhelm Viktor Karl August Heinrich Sigismund; 27 noiembrie 1896 – 14 noiembrie 1978) a fost al doilea fiu al Prințul Heinrich al Prusiei și a Prințesei Irene de Hesse. A fost nepot de frate al Kaiserului Wilhelm al II-lea și al Țarinei Alexandra a Rusiei și strănepot al reginei Victoria prin ambii părinți.

## Biografie

### Căsătorie și copii
La 11 iulie 1919 la Hemmelmark, el s-a căsătorit cu Prințesa Charlotte de Saxa-Altenburg (4 martie 1899 – 16 februarie 1989), fiica cea mare a lui Ernst al II-lea, Duce de Saxa-Altenburg. Ei au avut doi copii:
1.Prințesa Barbara a Prusiei (2 august 1920 – 31 mai 1994) căsătorită la 5 iulie 1954 cu Ducele Christian Louis de Mecklenburg-Schwerin; au avut copii:
- Ducesa Donata de Mecklenburg (n. 11 martie 1956) căsătorită la 14 august 1987 cu Alexander von Solodkoff (n. 1951) și au avut următorii copii:
  - Thyra von Solodkoff (n. 12 octombrie 1989)
  - Alix von Solodkoff (n. 17 martie 1992)
  - Niklot von Solodkoff (n. 8 decembrie  1994)
- Ducesa Edwina de Mecklenburg (n. 25 septembrie 1960) căsătorită la 20 septembrie 1995 cu Konrad von Posern (n. 1964) și au avut următorii copii:
  - Leopold von Posern (n. 27 februarie 1996)
  - Friedrich von Posern (n. 14 iunie 1997)
  - Ferdinand von Posern (n. 19 iunie 1999)

2.Prințul Alfred al Prusiei (17 august 1924 - 5 iunie 2013) căsătorit la 15 decembrie 1984 cu Maritza Farkas (6 august 1929 – 1 noiembrie 1996), fără copii.
În 1927, Prințul Sigismund și familia sa s-au stabilit în Costa Rica. El a planificat să se implice în afaceri cu banane și cafea pe proprietățile de acolo. Au fost însoțiți doar de o guvernantă, deoarece copiii erau încă mici.
Sigismund a murit la Puntarenas la 14 noiembrie 1978, la vârsta de 81 de ani.